# Список умерших в 614 году

## Январь
- 13 января — Святой Мунго, христианский святой проповедник и миссионер, первый епископ Глазго и святой покровитель этого города и всей Шотландии.

## Дата смерти неизвестна или требует уточнения
- Алипий Столпник, христианский святой, почитаемый в лике преподобных.
- Арей Гапский, святой, епископ Гапский.
- Герсем, царь Аксума.
- Карегизил, епископ Пуатье.
- Кирион I, Католикос всея Грузии, предстоятель Грузинской церкви.
- Мученики лавры Саввы Освященного, монахи лавры Саввы Освященного, замученные персами.
- Риддерх Щедрый, король Альт Клуита (до 612 или 614).
- Солатий, епископ Кёльна.
- Филиппик, полководец Византийской империи.